# Daniel (Wyoming)
Daniel ist ein census-designated place im Sublette County, Wyoming. Das U.S. Census Bureau hat bei der Volkszählung 2020 eine Einwohnerzahl von 108 ermittelt. Der Ort liegt auf 2150 m am Oberlauf des Green Rivers unter der Westflanke der Wind River Range. Durch den Ort verläuft in Nord-Süd-Richtung der U.S. Highway U.S. 189, unmittelbar nördlich des Ortes zweigt der U.S. 191 nach Osten ab.
Das Umfeld des Ortes ist stark durch die Förderung von Erdgas mit unkonventionellen Methoden geprägt.

## Geschichte
1832 errichtete der Trapper Benjamin Bonneville in der Nähe des heutigen Ortes mit Fort Bonneville das erste Gebäude der Rocky Mountains westlich des Hauptkamms, gab es aber wegen des schlecht gewählten Standortes noch im selben Jahr auf. Ab 1833 fanden fast alle jährlichen Rendezvous genannten Treffen der Pelzhändler hier statt. Der Platz der Treffen ist seit 1961 unter dem Namen Upper Green River Rendezvous Site als National Historic Landmark ausgewiesen.
Der heutige Ort entwickelte sich aus Homesteads in den 1890er Jahren. Er ist benannt nach Thomas Pixley Daniel, der sich 1899 ansiedelte und 1900 außer einem Laden für die Siedler das erste Postamt der Region eröffnete. Im selben Jahr wurde die Ortschaft formell registriert. Ab 1905 wurde eine Schule eingerichtet, 1909 bekam das Hotel des Ortes einen Telefonanschluss. 1917 wurde die bis heute bestehende Fischzuchtanstalt eingerichtet. Die Schule schloss 1939, seitdem besuchen die Kinder des Ortes die Schule im 20 km östlich gelegenen County Seat Pinedale. Das Schulhaus beherbergt heute das Daniel Community Center.

## Denkmäler

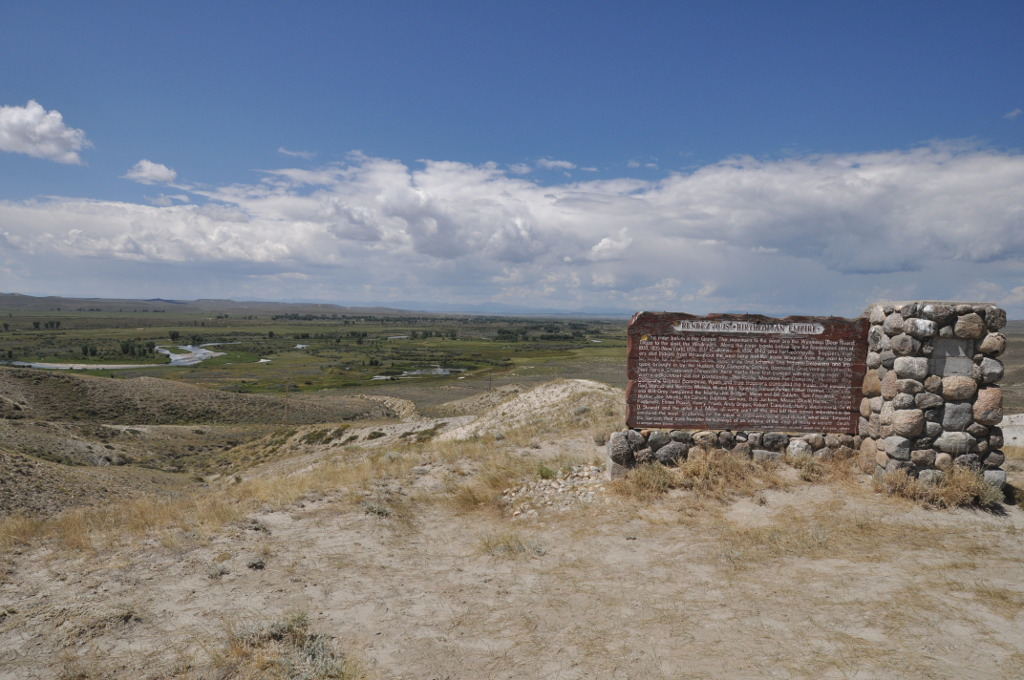
Upper Green River Rendezvous Site (2017)

Vier Bauwerke und Stätten in Daniel sind im National Register of Historic Places (NRHP) eingetragen (Stand 14. März 2020), von denen die Upper Green River Rendezvous Site den Status eines National Historic Landmarks hat. Weitere Einträge sind die ENP Bridge over Green River von 1905, die Father DeSmet’s Prairie Mass Site, wo Father DeSmet 1840 auf dem Rendezvous die erste katholische Messe in Wyoming gehalten hat, und die Daniel School.